# Bäsksjö
Bäsksjö är en by i Vilhelmina kommun som ligger vid länsväg 360 ca 3 mil ostnordost om tätorten Vilhelmina. Byn ligger strax söder om Bäsksjön, vid foten av Storberget.
Bäsksjö anlades som nybygge 1781. I början av 1900-talet var det den folkrikaste byn i Vilhelmina socken.